# Andreia Moroni
Andreia Moroni   (Campinas, 1981) és una lingüista brasilera.
Doctora en Estudis lingüístics, literaris i culturals per la Universitat de Barcelona (UB) i en Lingüística aplicada per la Universitat Estatal de Campinas. Les seves principals línies de recerca són les llengües d’herència i la transmissió lingüística intergeneracional en entorns plurilingües, tasca que desenvolupa com a membre del Centre Universitari de Sociolingüística i Comunicació de la UB, i també com a sòcia fundadora de l'Associação de Pais de Brasileirinhos da Catalunha (APBC, Associació de pares de menuts brasilers de Catalunya). Des de 2023, és la coordinadora general de l'Institut Guimarães Rosa de Barcelona.
El seu treball acadèmic versa sobre la situació de les famílies brasileres (o de manera més ampla, lusoparlants) que desitgen criar els fills en un entorn on la seva llengua materna és minoritària —de manera específica, a Catalunya. Entre les seves conclusions, destaca el treball realitzat per la diàspora brasilera, ocupant un espai en organismes locals, com associacions de veïns o inclús en consistoris de municipis petits. També ha posat en valor la utilitat de les xarxes socials, quant a facilitar i normalitzar les interaccions entre els joves.
Moroni va formar part del grup que el setembre de 2009 va fundar l'APBC, quan un grup cada cop més nombrós de famílies brasileres i mixtes van decidir organitzar-se per tenir un espai de trobada on els infants, a partir de 2 anys d'edat, poguessin aprendre llengua portuguesa i conviure-hi. Des de 2013, les activitats de l'associació transcorren al Centre Cívic Parc Sandaru, a Barcelona.
Resideix a Barcelona des de 2004 amb la seva parella, l'escriptor mexicà Juan Pablo Villalobos, de qui n'ha traduït l'obra al portuguès. Tenen dos fills.

## Publicacions
- Borboletinha e Samba Lelê (en portuguès).  CreateSpace, 2015. ISBN 978-1-5076-9070-3. (Literatura infantil)
- Português como língua de herança na Catalunha: Representações sobre identificação, proficiência e afetividade (tesi) (en portuguès).  UNICAMP, 2017.
- «Alumnat d’origen brasiler a Catalunya: visibilitat i reptes». Apunts de sociolingüística i de política lingüística 17 (1-4), 2020.
- Eu sou um pouco de cada um — Narrativas de brasileirinhas e brasileirinhos na Espanha ( PDF) (en portuguès).  Barcelona: Consolat General del Brasil a Barcelona, 2023. ISBN 978-84-09-48235-1. (coeditora)